# Préville (Québec)
Pour les articles homonymes, voir Préville.
Préville est une ancienne municipalité du Québec située sur la rive-sud de l'île de Montréal. Elle constitue depuis 1969 un quartier de la ville de Saint-Lambert, en Montérégie.

## Histoire

### Création
Créé par un acte de l'Assemblée nationale en 1948, la Ville de Préville voit le jour le 11 mars 1948. 
Préville fait alors partie de la Cité de Jacques Cartier. L'acte est proclamé à la demande des compagnies Preville Ltd et Montreal Country Club Inc qui ont déjà entamé le développement domiciliaire du territoire. Parmi leurs arguments, le gouvernement retient entre autres la séparation de Préville du reste de Jacques-Cartier, qui ne peut alors être rejoint qu'en passant par le territoire d'autres municipalités, le développement en cours de Préville, et le consentement des résidents.
Le territoire de Préville est intégralement pris à Jacques Cartier.

### Maires
| Nom                      | ! Dates     |
| ------------------------ | ----------- |
| Jacques Simard           | 1948 - 1957 |
| Robert G. Fiegehen       | 1957 - 1959 |
| L. M. Clark              | 1959 - 1964 |
| Pierre Bernardin         | 1964 - 1968 |
| Howard V. Evans          | 1968 - 1969 |
| Annexion à Saint-Lambert | 1969        |

### Annexion
3 mai 1969 : Annexion de la Ville de Préville à la ville de Saint-Lambert.

### Noms des rues
À l'exception du boulevard Simard, et des rues Victoria, Queen et Riverside, les rues de Préville  portent toutes des noms de provinces de France. Cette pratique datant d'avant la fusion avec Saint-Lambert a continué lors de la création de nouvelles rues dans le quartier dans les années 1970.
Avant 1967, la portion de l'Avenue Victoria se trouvant dans Préville portait le nom de Devonshire, comme à Greenfield Park. Jusqu'en 1979, la portion de la rue Riverside se trouvant dans Préville se nommait boulevard King Edward.